# Gerres baconensis
Gerres baconensis är en fiskart som först beskrevs av Barton Warren Evermann och Seale, 1907.  Gerres baconensis ingår i släktet Gerres och familjen Gerreidae. Inga underarter finns listade i Catalogue of Life.